# كانتون جنيف
كانتون جنيف يُسمى رسميا جمهورية وكانتون جنيف (بالفرنسية: République et Canton de Genève)‏ هو أحد كانتونات سويسرا، يقع في أقصى غرب البلاد على الحدود مع فرنسا. تبلغ مساحته 282.48 كيلومتر مربع ويٌقدر عدد سكانه بـ 484736 نسمة (في 31 ديسمبر 2015).

## أعلام
- ريتشارد برتون
- إدغار براندت
- ميشيل سيمون
- جون برنهارد